# Международная Менделеевская олимпиада
Международная Менделеевская олимпиада школьников по химии, Международная Менделеевская олимпиада (сокр. ММО, англ. International Mendeleev Chemistry Olympiad, IMChO) — соревнование по химии, которое проводится ежегодно в конце апреля — начале мая среди школьников. ММО стала преемницей Всесоюзной химической олимпиады и продолжает её традиции и нумерацию. Своё название олимпиада получила в честь великого русского химика Д. И. Менделеева.

## История олимпиады
В системе предметных олимпиад высокого уровня, ММО занимает уникальное положение. Дело в том, что химики оказались единственными среди естественников, сумевшими сохранить традиции бывшей Всесоюзной олимпиады школьников по химии, которая и после распада СССР проводится ежегодно, но уже по двум направлениям: Всероссийская олимпиада и ММО.
С 2004 года в Менделеевских олимпиадах, кроме стран СНГ и Балтии начали принимать участие команды Болгарии, Македонии и Румынии.
В 1992—1993 году Менделеевская олимпиада выступала последним отборочным этапом к Международной олимпиаде по химии. В 1994 году страны СНГ получили право выставлять команды самостоятельно.
Таблица мест проведения Международной Менделеевской олимпиады
| Год  | Место проведения               | Число стран-участниц | Число участников |
| 1992 | Самара (Россия)                | 11                   | 158              |
| 1993 | Пущино-на-Оке (Россия)         | 4                    | 29               |
| 1994 | Пущино-на-Оке (Россия)         | 9                    | 43               |
| 1995 | Пущино-на-Оке, Москва (Россия) | 11                   | 63               |
| 1996 | Пущино-наОке, Москва (Россия)  | 12                   | 85               |
| 1997 | Ереван (Армения)               | 8                    | 48               |
| 1998 | Иссык-Куль (Кыргызстан)        | 12                   | 68               |
| 1999 | Минск (Беларусь)               | 11                   | 65               |
| 2000 | Баку (Азербайджан)             | 10                   | 54               |
| 2001 | Москва (Россия)                | 13                   | 80               |
| 2002 | Алматы (Казахстан)             | 14                   | 85               |
| 2003 | Пущино (Россия)                | 12                   | 76               |
| 2004 | Кишинэу (Молдова)              | 14                   | 77               |
| 2005 | Душанбе (Таджикистан)          | 15                   | 87               |
| 2006 | Ереван (Армения)               | 15                   | 82               |
| 2007 | Минск (Беларусь)               | 16                   | 91               |
| 2008 | Ташкент (Узбекистан)           | 15                   | 85               |
| 2009 | Ашгабат (Туркменистан)         | 13                   | 87               |
| 2010 | Баку (Азербайджан)             | 14                   | 87               |
| 2011 | Москва (Россия)                | 15                   | 96               |
| 2012 | Астана (Казахстан)             | 18                   | 112              |
| 2013 | Ташкент (Узбекистан)           | 17                   | 118              |
| 2014 | Москва (Россия)                | 16                   | 104              |
| 2015 | Ереван (Армения)               | 15                   | 95               |
| 2016 | Москва (Россия)                | 21                   | 114              |
| 2017 | Астана (Казахстан)             | 20                   | 120              |
| 2018 | Минск (Беларусь)               | 22                   | 135              |
| 2019 | Санкт-Петербург (Россия)       | 28                   | 150              |
| 2020 | Дистанционно                   | 27                   | 130              |
| 2021 | Дистанционно                   | 28                   | 145              |
| 2022 | Ташкент (Узбекистан)           | 16                   | 91               |
| 2023 | Астана (Казахстан)             | 21                   | 113              |
| 2024 | Шэньчжэнь (Китай)              | 30                   | 151              |

## Порядок проведения олимпиады
В олимпиаде участвуют школьники выпускных и предвыпускных классов из числа победителей национальных химических олимпиад. Количество участников команды из каждой страны-участницы олимпиады определяется квотой, определённой на совместном заседании Оргкомитета и руководителей команд стран-участниц 37-й ММО 9 мая 2004 года. При этом страна, принимающая у себя олимпиаду, имеет право выставить команду с максимальной численностью. Официальный зачёт олимпиады — индивидуальный.
Основные рабочие языки олимпиады — русский и английский. В последние годы по желанию руководителей команд и участников им предлагается также официальный перевод заданий и решений на английский язык. Также при необходимости руководители команд имеют возможность составить перевод заданий на национальный язык.
В отличие от Всемирной олимпиады по химии (IChO) круг разделов химии, которые могут быть представлены на олимпиаде, не сужается предварительной публикацией тренировочного комплекта заданий. Другим важным отличием является то, что комплект заданий готовится методической комиссией, имеющей относительно постоянный состав, что позволяет поддерживать сложность заданий на постоянном достаточно высоком уровне. Немаловажна также относительная целостность заданий ММО (на IChO каждая задача разбивается на подзадачи, которые оцениваются независимо, что приводит к вынужденному раздроблению).

### Структура олимпиады
Олимпиада состоит из трёх туров: двух теоретических и одного экспериментального.
1. Первый теоретический тур состоит из 8 обязательных задач, соответствующих программе специализированных химических классов.
2. Второй теоретический тур (тур по выбору) состоит из пяти разделов: неорганическая химия, органическая химия, аналитическая химия, физическая химия, науки о живом и полимеры. Каждый из разделов представлен тремя задачами из которых засчитывается только одна задача с максимальной оценкой, что позволяет оценить универсальность подготовки участника. Задачи второго тура имеют более высокую сложность по сравнению с задачами первого тура.
3. Экспериментальный тур олимпиады подразумевает наличие у школьников навыков работы в химической лаборатории: умения выполнять химический анализ веществ и проводить синтез по предложенной методике. Как правило, экспериментальный тур состоит из двух основных частей — аналитической и синтетической, но в него также входят несколько теоретических вопросов, связанных с тематикой эксперимента.

В начале каждого теоретического тура участник получает задания и бланки для ответов. В конце пятичасового тура участники сдают свои работы и получают решения задач. Таким образом, они сразу могут оценить правильность своих решений. Заполненные участниками бланки ответов шифруются перед проверкой.
На экспериментальном туре участник получает листы с указаниями по выполнению эксперимента и полями для записи результатов поочерёдно по ходу выполнения заданий, что позволяет ограничить влияние ошибок, которые могут допустить участники, на последующие стадии эксперимента.
Немаловажным этапом олимпиады является показ работ, на котором участники имеют возможность посмотреть свои проверенные работы по теоретическим турам, и задать вопросы членам жюри, которые проверяли ту или иную задачу.
По результатам трёх туров каждый участник получает золотую, серебряную, бронзовую медаль или диплом участника. Также назначаются награды за лучшее решение теории и лучшее выполнение эксперимента.

## Жюри, методическая комиссия и оргкомитет олимпиады
В разные годы жюри и оргкомитет олимпиады такие известные учёные как академики РАН А. Л. Бучаченко, Ю. А. Золотов, П. Д. Саркисов, профессор Ю. А. Устынюк. С 1997 года и по 2020 год оргкомитет олимпиады возглавлял декан Химического факультета МГУ им. М. В. Ломоносова академик РАН В. В. Лунин. С 2022 г. Оргкомитет возглавляет вице-президент РАН, академик РАН, научный руководитель химического факультета МГУ С. Н. Калмыков.
С 2002 года по 2023 год председателем методической комиссии и международного жюри олимпиады работал профессор химического факультета МГУ В. Г. Ненайденко. В 2023 г. методическую комиссию и Международное жюри возглавил профессор химического факультета МГУ А. К. Гладилин.
В состав методической комиссии олимпиады, ответственной за ежегодную подготовку комплекта решений, входят профессора и преподаватели ведущих вузов, учителя химии общеобразовательных школ стран-участниц, а также студенты и аспиранты — вчерашние победители Менделеевских олимпиад.
ОРГКОМИТЕТ МЕНДЕЛЕЕВСКОЙ ОЛИМПИАДЫ
Калмыков Степан Николаевич — председатель, научный руководитель химического факультета МГУ, вице-президент РАН, академик РАН, профессор, д.х.н.
Беркович Анна Константиновна — ученый секретарь, с.н.с. химического факультета МГУ, к.х.н.
РУКОВОДСТВО МЕЖДУНАРОДНОГО ЖЮРИ ОЛИМПИАДЫ
Гладилин Александр Кириллович — председатель, куратор раздела «Науки о живом и полимеры», профессор химического факультета МГУ, д.х.н.
Беклемишев Михаил Константинович — куратор раздела «Аналитическая химия», ведущий научный сотрудник химического факультета, д.х.н.
Борщевский Андрей Яковлевич — куратор раздела «Физическая химия», профессор химического факультета МГУ, д.ф.-м.н.
Ромашов Леонид Владимирович — куратор раздела «Органическая химия», учитель школы № 192 г. Москвы, двукратный золотой медалист Международной химической олимпиады, к.х.н.
Карпова Елена Владимировна — куратор раздела «Неорганическая химия», доцент химического факультета МГУ, к.х.н.